# Acclaim Entertainment
Acclaim Entertainment, Inc. é uma empresa norte-americana de desenvolvimento e distribuições de jogos eletrônicos. Originalmente fundada por Gregory Fischbach, Robert Holmes, e Jim Scoroposki em uma loja de Oyster Bay, Nova Iorque em 1987, a empresa construiu uma equipe de desenvolvimento global por meio de uma série de aquisições no final dos anos 90 e início dos anos 2000. No ano fiscal de 2003, empresa entrou em uma dívida de mais de US$ 100 milhões, que a levou à falência em 2004. Em 2025, a empresa foi re-fundada, focando em jogos indies e clássicos.

## Jogos
| Nome                                       | Ano de lançamento                         | Plataforma(s)                                                                |
| ------------------------------------------ | ----------------------------------------- | ---------------------------------------------------------------------------- |
| AFL Live 2003                              | 2003                                      | PC, PS2, XBOX                                                                |
| AFL Live 2004                              | 2004                                      | PC, PS2, Xbox                                                                |
| AFL Live Premiership Edition               | 2004                                      | PC, PS2, Xbox                                                                |
| Alias the Game                             | 2004                                      | PC, PS2, Xbox                                                                |
| All-Star Baseball                          |                                           | PS, PS2, N64, Xbox, GameCube                                                 |
| ATV Quad Power Racing 2                    | 2003                                      | PS2, Xbox, GameCube                                                          |
| Armorines: Project Swarm                   | 1999                                      | PS, N64, GBC                                                                 |
| Aggressive Inline                          | 2002                                      | PS2, Xbox, GameCube                                                          |
| Batman & Robin                             | 1998                                      | PlayStation                                                                  |
| Batman Forever                             | 1995 1996                                 | Super NES, Sega Master System, Sega Mega Drive, Sega Game Gear, Game Boy, PC |
| Blast Lacrosse                             | 2001                                      | PlayStation                                                                  |
| BMX XXX                                    | 2002                                      | Xbox, GameCube, PlayStation 2                                                |
| Bubble Bobble/Rainbow Islands              | 1986                                      | Sega Saturn, PlayStation                                                     |
| Burnout                                    | 2001 (Playstation 2) 2002 (Gamecube/Xbox) | Playstation 2/Gamecube/Xbox                                                  |
| Burnout 2: Point Of Impact                 | 2002 (Playstation 2) 2003 (Gamecube/Xbox) | Playstation 2/Gamecube/Xbox                                                  |
| Bust a Move 2                              | 2000                                      | Sega Saturn, Sony PlayStation, Nintendo 64                                   |
| Constructor                                | 1997                                      | PC, PlayStation                                                              |
| Crazy Taxi                                 | 2001                                      | Arcade, Dreamcast, PlayStation 2 e GameCube                                  |
| D                                          | 1995                                      | 3D0, Sega Saturn, PS, PC                                                     |
| Dave Mirra Freestyle BMX                   | 2000                                      | PlayStation, Dreamcast, Windows PC, Game Boy Color                           |
| Dave Mirra Freestyle BMX 2                 | 2001                                      | Playstation 2, Gamecube, Xbox, Game Boy Advance                              |
| ECW Anarchy Rulz                           |                                           | PS, Dreamcast                                                                |
| ECW Hardcore Revolution                    |                                           | PS, N64, Dreamcast, GBC                                                      |
| 18 Wheeler: American Pro Trucker           | 2001 (Playstation 2) 2002 (Gamecube)      | Playstation 2/Gamecube                                                       |
| Extreme-G                                  | 1997                                      | N64                                                                          |
| Extreme-G 2                                | 1998                                      | N64, PC                                                                      |
| XG3: Extreme G Racing                      |                                           | PS2, GameCube                                                                |
| XGRA: Extreme-G Racing Association         |                                           | PS2, GameCube, Xbox                                                          |
| Fantastic Four                             |                                           | PS                                                                           |
| Forsaken                                   | 1998 ( ) 1999 ()                          | Windows, PlayStation, Nintendo 64                                            |
| Gladiator: Sword of Vengeance              | 2003                                      | PS2, Xbox, PC                                                                |
| Iggy's Reckin' Balls                       | 1998                                      | N64                                                                          |
| Juiced                                     |                                           | PC, PS2, Xbox, GameCube                                                      |
| Jupiter Strike                             | 1995                                      | PS                                                                           |
| Legends of Wrestling                       | 2001 (PS2) 2002 (Xbox, GameCube)          | PS2, Xbox, GameCube                                                          |
| Legends of Wrestling II                    |                                           | PS2, Xbox, GameCube                                                          |
| Marvel's X-Men                             |                                           | NES                                                                          |
| Machines                                   | 1999                                      | PC                                                                           |
| Mortal Kombat                              | 1992                                      | Mega, SNES, Game Gear, Sega CD, PC, arcades                                  |
| Mortal Kombat II                           | 1993                                      | Mega, SNES, Game Gear, Sega CD, PC, arcades                                  |
| Mortal Kombat 3                            | 1994                                      | Mega, SNES, Game Gear, Sega CD, PC, arcades                                  |
| NBA Jam Extreme                            |                                           | PS                                                                           |
| NFL Quarterback Club                       |                                           | PS, GC, N64                                                                  |
| Othello                                    |                                           | NES                                                                          |
| Re-volt                                    | 2002                                      | PS, N64, Dreamcast, PC                                                       |
| Revolution X : Music is the Weapon         |                                           | Super NES, Mega Drive/Genesis, Sega Saturn, PlayStation                      |
| World Championship Rugby                   |                                           | PC, PS2, Xbox                                                                |
| Shadowman                                  |                                           | N64, PS, PC, Dreamcast                                                       |
| Shadowman: 2econd Coming                   |                                           | PS2                                                                          |
| Showdown: Legends of Wrestling             |                                           | PS2, Xbox                                                                    |
| Smash TV                                   |                                           | NES                                                                          |
| South Park                                 | 1998                                      | PS, N64, PC                                                                  |
| South Park Rally                           |                                           | PS, N64, PC, Dreamcast                                                       |
| South Park: Chef's Luv Shack               |                                           | PS, N64, PC, Dreamcast                                                       |
| Space Jam                                  |                                           | PS, Sega Saturn, PC                                                          |
| Spider-Man: Return of the Sinister Six     |                                           | NES, Master System, Game Gear                                                |
| Spider-Man and the X-Men: Arcade's Revenge | 1992                                      | SNES, Mega Drive/Genesis, Game Gear, Game Boy                                |
| Spider-Man and Venom: Maximum Carnage      |                                           | SNES, Mega Drive/Genesis                                                     |
| Spider-Man: The Animated Series            |                                           | SNES, Mega Drive/Genesis                                                     |
| Summer Heat Beach Volleyball               |                                           | PS2                                                                          |
| The Simpsons: Bart & the Beanstalk         |                                           | GB                                                                           |
| The Simpsons: Bart Meets Radioactive Man   |                                           | NES, Game Gear                                                               |
| The Simpsons: Bart vs. the Space Mutants   | 1991                                      | NES, Master System, Mega Drive/Genesis, Game Gear                            |
| The Simpsons: Bart vs. the World           |                                           | NES, Master System, Game Gear                                                |
| Bart vs. The Juggernauts                   |                                           | GB                                                                           |
| The Simpsons: Bart's Nightmare             | 1992                                      | SNES, Mega Drive/Genesis                                                     |
| The Simpsons: Virtual Bart                 | 1994                                      | SNES, Mega Drive/Genesis                                                     |
| Trickstyle                                 |                                           | Dreamcast, PC                                                                |
| Turok: Dinosaur Hunter                     | 1997                                      | N64, PC                                                                      |
| Turok 2: Seeds of Evil                     | 1998                                      | N64, GBC, PC                                                                 |
| Turok 3: Shadow of Oblivion                | 2000                                      | Nintendo 64                                                                  |
| Turok: Rage Wars                           | 1999                                      | N64, GBC                                                                     |
| Turok: Evolution                           | 2002                                      | PS2, Xbox, GameCube, PC                                                      |
| Venom Spider-Man: Separation Anxiety       | 1995                                      | SNES, Mega Drive/Genesis, PC                                                 |
| WWF In Your House                          | 1996                                      | PlayStation                                                                  |
| WWF Wrestlemania: The Arcade Game          | 1995                                      | Arcade, SNES, Mega Drive/Genesis, Sega Saturn, PlayStation                   |
| WWF War Zone                               | 1998                                      | PS, N64, Sega Saturn (Cancelled)                                             |
| WWF Attitude                               | 1999                                      | PS, N64, Dreamcast                                                           |
| Vexx                                       |                                           | PS2, Xbox, GameCube                                                          |
| Virtua Tennis 2                            | 2001                                      | PS2                                                                          |
| X-Men: Children of the Atom                |                                           | Sega Saturn, PC, PlayStation                                                 |